# Philbert Aimé Mbabazi
Philbert Aimé Mbabazi Sharangabo es un director de cine ruandés. Ha realizado varios cortometrajes aclamados por la crítica, incluidos The Liberators, Versus y I Got My Things And Left.

## Biografía
Mbabazi nació en 1990 en Kigali, Ruanda.

## Carrera profesional
Obtuvo una licenciatura en el departamento de cine de la Universidad de Arte y Diseño de Ginebra (HEAD - Genève, Haute école d'art et de design) en Ginebra. Durante la época escolar, realizó dos películas The Liberators y Versus. Ambas se proyectaron en  festivales de cine como Vision du Réel Nyon, Internationale Kurzfilmtage Winterthur, Tampere, Oberhausen y Uppsala Short Film Festival. Después de graduarse en 2017, regresó a Ruanda.
En 2019 dirigió el cortometraje I Got My Things And Left, ganador del Gran Premio en el Festival Internacional de Cortometrajes de Oberhausen. La película fue proyectada en más de 20 festivales de cine como Festival Internacional de Cine de Róterdam, Internationale Kurzfilmtage Winterthur, Internationale Kurzfimtage Winterthur, Go Short Nijmegen, Indie Lisboa e ISFF Hamburg, FIFF Namur.
Fundó la productora 'Imitana Productions' con sede en Kigali, Ruanda y posteriormente realizó su primer largometraje Republika (Spectrum).

## Filmografía
| Año  | Título                   | Papel                                                            | Ref.  |
| ---- | ------------------------ | ---------------------------------------------------------------- | ----- |
| 2012 | Ruhago                   | Director                                                         |       |
| 2012 | Ruhago Destiny FM        | Director                                                         |       |
| 2014 | City Dropout             | Director                                                         |       |
| 2014 | Akaliza Keza             | Director                                                         |       |
| 2014 | Mageragere City Dropout  | Director                                                         |       |
| 2016 | Waiting                  | Director                                                         |       |
| 2016 | The Liberators           | Director, escritor, editor, productor, mezcla de sonido          |       |
| 2016 | Versus                   | Director, escritor, editor, casting, productor, mezcla de sonido |       |
| 2018 | Keza Lyn                 | Director, escritor y productor                                   | [ 7 ] |
| 2018 | I Got My Things And Left | Director, editor, casting                                        | [ 8 ] |
| 2020 | Fish Bowl                | Productor                                                        |       |